# José Nicolás de Azara
José Nicolás de Azara, marchese di Nibbiano (Barbuñales, 5 dicembre 1730 – Parigi, 26 gennaio 1804), è stato un diplomatico, mecenate, collezionista d'arte e traduttore spagnolo, fratello del naturalista Félix de Azara.

## Biografia
Dopo aver compiuto studi giuridici e umanistici all'Universidad Sertoriana de Huesca e a Salamanca, seguì la carriera diplomatica: nel 1765 fu inviato presso la Santa Sede e resterà presso l'ambasciata di Spagna a Roma per 33 anni, dapprima come procuratore generale e dal 1785 come ambasciatore spagnolo. Fu al fianco di Manuel de Roda, all'epoca ambasciatore di Carlo III presso la Santa Sede, nelle trattative che sfociarono con la soppressione della Compagnia di Gesù da parte di Papa Clemente XIV; dopo la morte di Clemente XIV appoggiò l'elezione del card. Braschi a papa, mediò con successo la controversia tra il Vaticano e l'imperatore Giuseppe II d'Austria che voleva introdurre una Chiesa di stato in Austria; ebbe anche un ruolo importante nei negoziati per la Pace di Basilea (22 luglio 1795) tra Spagna e Francia.
Quando i francesi occuparono Roma per la seconda volta nel 1798, Azara si recò a Firenze, dove era stato esiliato lo stesso Pio VI. Dopo l'arresto di Pio VI ne divenne il rappresentante politico. Nel marzo 1798 venne nominato ambasciatore di Spagna a Parigi. Seguì una politica di amicizia con i francesi e il 27 marzo 1802 firmò il Trattato di Amiens in nome di Carlo IV. Inoltre condusse i negoziati del terzo Trattato di San Ildefonso tra Spagna e Francia che fu firmato il 1º ottobre 1800 e fu particolarmente gravoso per la Spagna la quale, fra l'altro, dovette cedere alla Francia il territorio della Louisiana. Azara fu rimosso da ambasciatore nel novembre del 1803, e morì poche settimane dopo a Parigi.
Azara fu anche un illuminato mecenate e appassionato collezionista di opere d'arte. Frequentò, fra gli altri, di Winckelmann, Canova, Mengs, Visconti, Cavaceppi e Carlo Fea. In Italia acquistò una collezione di busti dell'antica Grecia che regalò Carlo III e che ora sono custoditi a Madrid nel Museo del Prado. Aiutò inoltre il naturalista irlandese William Bowles (1720-1784), fino ad allora sconosciuto e autore del saggio An Introduction to the Natural History and Physical geography of Spain, e ne fece conoscere l'opera in Spagna, attraverso una sua traduzione in lingua spagnola, e in Italia, attraverso un ampliamento della traduzione in lingua italiana di Francesco Milizia. Aiutò soprattutto il pittore e scrittore Anton Raphael Mengs, del quale era amico personale, e ne pubblicò l'opera.
Tradusse in spagnolo la Vita di Cicerone di Conyers Middleton.